# Gamli sáttmáli
Il Gamli sáttmáli (che in islandese significa Vecchio Patto) fu un patto del 1262-1264 che sancì l'unione di Norvegia ed Islanda; esso è anche noto come Gissurarsáttmáli (Patto di Gissur), così chiamato dal nome di Gissur Þorvaldsson, capo degli Haukdælir e colui che promosse tale patto. Il nome Gamli sáttmáli tuttavia è probabilmente dovuto ad un errore storico: questo è infatti più propriamente il nome del trattato del 1302 (menzionato più sotto), mentre quello del 1262 è in realtà il Gissurarsáttmáli.
Il trattato fu stipulato tra i maggiori capi dello Stato libero d'Islanda da una parte e il re Haakon IV di Norvegia ed il suo figlio e successore Magnus dall'altra. La firma del patto sancì l'annessione dell'Islanda da parte della Norvegia, cosa che portò in seguito all'assorbimento dell'isola nei possedimenti danesi nel 1380 con la costituzione dell'Unione di Kalmar.
Gli anni che precedettero la firma dell'accordo furono segnati da guerre civili in Islanda (la cosiddetta Epoca degli Sturlungar), scatenate dall'ingerenza del monarca norvegese sulle questioni interne dell'isola e sulla sua influenza sui vari clan, in particolare sugli Sturlungar; Gissur Þorvaldsson, vassallo del re, aveva avuto un ruolo importante in questo.
Secondo le clausole del Gamli sáttmáli, gl'Islandesi dovevano pagare un tributo al re di Norvegia, ma in cambio avrebbero ottenuto un codice di leggi, sarebbe stata garantita la pace e si sarebbero mantenuti un affidabile sistema di trasporti sull'isola e regolari viaggi per mare tra Islanda e Norvegia. Norvegesi ed Islandesi ottennero la parità dei diritti nei due Paesi; le leggi dello Stato libero d'Islanda furono aggiornate ed un nuovo codice, chiamato Jónsbók, fu utilizzato a partire dal 1281.
Il Gamli sáttmáli fu rinnovato nel 1302 su richiesta del nuovo sovrano Haakon V. L'unione tra Islanda e Norvegia durò fino al 17 giugno 1944, durante la Seconda guerra mondiale, quando fu fondata la Repubblica d'Islanda.
L'utilizzo delle saghe come fonti storiche attendibili è stato messo in discussione dalla storica Patricia Pires Boulhosa, che afferma che il Gamli sáttmáli è un documento molto più recente usato per negoziare con la corona norvegese a beneficio degl'Islandesi.